# Рогокрылая эмпуза
Рогокрылая эмпуза (лат. Empusa pennicornis) — вид насекомых из семейства эмпузовых (Empusidae).

## Описание
Длина тела 55—60 мм. Тело удлиненное, зеленовато-желтого или серовато-коричневого цвета. Переднеспинка удлинённая, её узкая часть почти втрое длиннее расширенной передней. Голова с хорошо заметным, направленным вверх коническим выростом. Передняя поверхность этого выроста способна отражать солнечный свет, помогая в приманивании добычи. На конечностях имеется несколько светлых пятен. Усики самцов перистые, у самок — короткие, нитевидные. Тазики средних ног у самок и самцов с небольшими округлыми дорсальными пластиноподобными выростами.

## Биология
Генерация однолетняя. Зимуют личинки. Взрослые особи появляются в конце июня — начале июля. Держатся на песчаных участках с разреженной растительностью и сухостепным травостоем, полынно-разнотравные растительные ассоциации на глинистых равнинах и в предгорьях. Насекомые обычно встречаются на стеблях и листьях высоких трав. Откладывание яиц — в июне. В начале — в середине августа появляются личинки. Они крупные, питаются в основном двукрылыми насекомыми. Ведут преимущественно ночной образ жизни. Взрослые насекомые — хищники, охотятся днем на различных насекомых. Самцы ночью летят на свет.

## Ареал
Ареал охватывает северное Причерноморье, Кавказ, Закавказье, Малую Азию, Ближний Восток, степные районы Нижнего Поволжья и Казахстана, Среднюю Азию (Туркменистан, Узбекистан, Кыргызстан, Таджикистан). На Украине найден в Херсонской и Николаевской областях. На территории России обычен в Астраханской и Волгоградской областях.

## Классификация
Выделяют следующие подвиды с ареалами:
- Empusa pennicornis angulata Lindt, 1978 — Узбекистан
- Empusa pennicornis baysunica Lindt, 1978 — Казахстан, Узбекистан
- Empusa pennicornis brevidorsa Lindt, 1977 — Казахстан, Таджикистан
- Empusa pennicornis buharica Lindt, 1977 — Узбекистан
- Empusa pennicornis caputobtusa Lindt, 1979 — Таджикистан
- Empusa pennicornis condarinica Lindt, 1977 — Таджикистан
- Empusa pennicornis copetdagica Lindt, 1977 — Туркменистан
- Empusa pennicornis hodshamuminica Lindt, 1976 — Таджикистан
- Empusa pennicornis iliense Lindt, 1977 — Казахстан
- Empusa pennicornis lindti Otte, 2004 — Казахстан
- Empusa pennicornis longidorsa Lindt, 1977 — Таджикистан
- Empusa pennicornis longoapicale Lindt, 1979 — Казахстан
- Empusa pennicornis luppovae Lindt, 1979 — Таджикистан
- Empusa pennicornis mujuncumica Lindt, 1976 — Казахстан
- Empusa pennicornis pennicornis (Pallas, 1773) — Китай, Иран, Туркменистан, Узбекистан, Турция, Сирия, Афганистан, Таджикистан
- Empusa pennicornis similis Lindt, 1978 — Таджикистан